# Iubire mare (film)
Iubire mare - The 30 Foot Bride of Candy Rock este un film SF de comedie american din 1959 regizat de Sidney Miller. În rolurile principale joacă actorii Lou Costello, Dorothy Provine și Gale Gordon.

## Prezentare
Artie Pinsetter (Lou Costello) este un colecționar de nimicuri și inventator amator care trăiește în orașul Candy Rock aflat în deșert. Logodnica lui Artie, Emmy Lou Raven (Dorothy Provine), este expusă involuntar radiațiilor într-o peșteră și este astfel transformată într-un gigant de nouă metri (treizeci de picioare) înălțime. Când Artie îi explică nervos unchiului ei bogat că logodnica sa a ajuns „mare”, unchiul înțelege greșit „mare” ca „gravidă” și insistă că Artie să se căsătorească imediat cu ea. După o serie de situații comice, Artie reușește să o readucă la dimensiunea normală.

## Actori
- Dorothy Provine - Emmy Lou Raven
- Lenny Kent - Sergentul
- Charles Lane - Standard Bates
- Lou Costello - Artie Pinsetter
- Jimmy Conlin - Magruder
- William H. Wright - Pentagon General
- Will Wright - Pentagon General
- Peter Leeds - Bill Burton
- Robert Burton - First General

## Producție și lansare
The 30 Foot Bride of Candy Rock a fost filmat în perioada 3 - 22 decembrie 1958 și este singurul film în care Lou Costello a jucat fără partenerul său profesional de lungă durată, Bud Abbott. Se bazează pe un scenariu original intitulat The Secret Bride of Candy Rock Mountain.
Filmul nu a fost lansat decât în august 1959, la cinci luni după ce Costello a murit în urma unui atac de cord.
O mare parte din scenele în aer liber au fost filmate la Iverson Movie Ranch din Chatsworth, California, incluzând o serie de scene care înfățișau frumusețea blondă supradimensionată în noua ei casă - un hambar. Grajdul făcea parte dintr-o fermă din  Upper Iverson cunoscută sub numele de Fury Set, care a fost construit inițial pentru emisiunea de televiziune Fury. 

## Primire

### Influență
Secvențe din film și din Attack of the 50 Foot Woman au fost folosite ca parodie în videoclipul lui Neil Finn, She Will Have Her Way.

## Lansare DVD
Sony Pictures Home Entertainment a lansat filmul ca un DVD la comandă pe 13 septembrie 2010.